# The Lily of the Valley
The Lily of the Valley est un film muet américain réalisé par Colin Campbell et sorti en 1914.

## Fiche technique
- Réalisation : Colin Campbell
- Scénario : Gilson Willets
- Date de sortie : États-Unis : 1914

## Distribution
- Frank Clark
- Olive Drake
- Bessie Eyton
- R.M. Kelly
- Wheeler Oakman